# ジャレン・ジャクソン
ジャレン・ジャクソン（Jaren Jackson, 1967年10月27日 - ）は、アメリカ合衆国の元バスケットボール選手。現在は指導者。ルイジアナ州ニューオーリンズ出身。身長193cm、体重86kg。現在は、ナショナル・バスケットボール・リーグ・オブ・カナダのオタワ・スカイホークスのヘッドコーチ。息子はNBA選手のジャレン・ジャクソン・ジュニア。

## 選手時代
1989年にジョージタウン大学を卒業後、ドラフト外でニュージャージー・ネッツに入団し、プロのキャリアを開始した。その後、CBAや、NBAの6チームでプレーし、ジャクソンのハイライトとなる1997-2001年のサンアントニオ・スパーズでのプレーの中で、1999年、ガードのローテーションとして、全試合に出場、43試合に先発し、優勝メンバーとなり、チャンピオンリングを獲得した。NBAでのスタッツは2370得点、786リバウンド、500アシスト。

## コーチ時代
引退後はカレッジやマイナーリーグでヘッドコーチを務め、2013年、ナショナル・バスケットボール・リーグ・オブ・カナダのオタワ・スカイホークスのヘッドコーチに就任した。